# Павлики (Золочівський район)
Павлики́ — село в Україні, в Буській міській громаді Золочівського району Львівської області. Орган місцевого самоврядування — Буська міська рада. Населення становить 75 осіб.

## Географія
Відстань до обласного центру становить 73 км, до районного центру — 33 км, до центру громади становить 21 км, що проходять автошляхами обласного та місцевого значення. Відстань до найближчої залізничної станції Кути — 9 км.

## Населення
За даними всеукраїнського перепису населення 2001 року у селі мешкало 75 осіб.

### Мова
Розподіл населення за рідною мовою за даними перепису 2001 року був наступним:
| українська | 75 | 100,00 |